# Jikininki
Nella mitologia e nel buddismo giapponese, i jikininki (食人鬼? "Fantasmi mangiatori di uomini", pronunciato shokujinki in giapponese moderno) sono degli yūrei che hanno condotto una vita mortale meschina e si sono contraddistinti quali individui avidi e egoisti, venendo maledetti dopo la morte e condannati a cibarsi di resti umani.

## Caratteristiche
I jikininki agiscono la notte, cibandosi di rifiuti organici di morti recenti e intrufolandosi nei luoghi di veglia per divorare le offerte di cibo lasciato per questi ultimi. A volte saccheggiano gli stessi cadaveri di cui si nutrono per reperire oggetti di valore, che utilizzano per corrompere i funzionari locali e pregarli di essere lasciati in pace. I jikininki sono a conoscenza della loro deplorevole condizione trovando ripugnante l'obbligo di cibarsi tutte le notti di carne umana.
Appaiono con sembianze simili a cadaveri in decomposizione, con l'aggiunta di qualche caratteristica inumana come artigli affilati e occhi incandescenti. La sua apparizione viene descritta come uno spettacolo orribile, e qualsiasi mortale che ci si trova davanti rimane immobile paralizzato dalla paura. Diverse versioni della storia attribuiscono loro la possibilità di cambiare aspetto e di travestirsi da normali esseri umani e persino condurre una vita normale durante il giorno.
I jikininki sono preta facente parte del mondo del desiderio del buddismo giapponese e talvolta sono anche considerati una forma di rakshasa o gaki ("fantasmi affamati"). In quest'ultimo caso, possono essere liberati dalla loro esistenza deplorevole attraverso i ricordi e le offerte oppure attraverso le preghiere di un uomo santo e giusto in possesso di uno spirito puro e che non abbia disonorato la sua famiglia.

## Leggenda
La leggenda del jikininki è raccontata nel vecchio racconto giapponese del prete buddista Muso Kokushi. La leggenda narra che Muso era in viaggio in solitudine attraverso le montagne della prefettura del Giappone Mino, quando perse il cammino. Era quasi buio quando vide un vecchio anjitsu in cima a una collina, e così chiese al vecchio prete che ci abitava asilo per la notte. Egli aspramente rifiutò la richiesta, suggerendo tuttavia che avrebbe potuto trovare cibo e un posto per dormire in un piccolo villaggio nelle vicinanze.
Muso seguì le indicazioni del vecchio prete, e una volta arrivato al villaggio fu accolto con benevolenza dal capo-villaggio che gli diede cibo e alloggio. Poco prima di mezzanotte Muso fu svegliato da un giovane, il quale lo informò che quella mattina, prima che arrivasse, suo padre era morto. Aveva taciuto in precedenza affinché Muso non si sentisse  in imbarazzo o in obbligo di partecipare alle cerimonie. Tuttavia tutti gli abitanti del villaggio avrebbero lasciato le loro case per alloggiare in un villaggio vicino, secondo l'usanza di lasciare il cadavere da solo per la notte, pena l'incorrere in avvenimenti infausti per gli abitanti del paese. Come sacerdote, Muso disse al giovane che avrebbe fatto il suo dovere ed eseguito il servizio di sepoltura vegliando tutta la notte il cadavere. Non aveva paura dei dèmoni o degli spiriti maligni di cui il giovane aveva parlato.
Quando il giovane e gli altri abitanti del villaggio se ne andarono, Muso si inginocchiò accanto al cadavere preparando le offerte dando inizio alla cerimonia. A notte fonda un essere informe entrò nella stanza mentre Muso era in meditazione. Muso rimase impietrito mentre guardava la forma divorare il cadavere e le offerte. La mattina dopo, quando gli abitanti del villaggio furono tornati, Muso raccontò al giovane quello che era successo, che si mostrò tutt'altro che sorpreso.
Poi chiese al giovane perché il sacerdote sulla collina vicina non avesse celebrato lui la cerimonia. Il giovane gli rispose che non c'era nessun prete che viveva nelle vicinanze e che non ve n'erano stati per molti anni. Quando Muso riferì del vecchio anjitsu il giovane negò la sua esistenza.
Prima di partire, si recò verso l'anjitsu in cima alla collina per vedere se si era sbagliato. Trovò la collina e l'anjitsu facilmente, e il vecchio prete questa volta lo lasciò entrare. Il vecchio prete cominciò a scusarsi per aver mostrato la sua vera forma di fronte a Muso, che si rese conto che la figura informe che aveva visto divorare il cadavere di fronte a lui era il prete. Il vecchio rivelò che era un jikininki. Dopo aver vissuto una vita egoista come sacerdote, preoccupandosi soltanto del cibo e dei vestiti che poteva permettersi con la sua professione, una volta morto si risvegliò come jikininki, destinato a nutrirsi di cadaveri. Egli supplicò Muso di eseguire una cerimonia Segaki in modo da poter mettere fine alla sua esistenza di orribile jikininki. Tutto ad un tratto il vecchio prete scomparve insieme all'anjitsu. Muso si trovò inginocchiato nell'erba sulla cima di una collina accanto a una tomba antica e coperta di muschio della forma della go-rin-ishi, che sembrava essere la tomba di un sacerdote.